# تلفیق‌گرایی
تلفیق‌گرایی (به انگلیسی: Syncretism)، تلاشی است برای آشتی‌دادن باورهای نابرابر و متضاد که بیش‌تر برای مکاتب گوناگون فکری به کار می‌رود.
این تلاش شاید برای یکی‌کردن و قیاس آیین‌های بسیاری که از آغاز گسسته بوده‌اند به کار رود، به ویژه در خداشناسی و افسانه‌شناسی دین‌ها و ادعای یگانگی بنیادی آن‌ها.
همچنین پادآمیزی به شکل همگانی در سخنگان (ادبیات)، موسیقی، هنرهای نمایشی و دیگر گونه‌های فرهنگی نیز جای دارد. شاید پادآمیزی در مهرازی (معماری) نیز وجود (هستی) داشته‌باشد. همچنین سیاست پادآمیز نیز وجود (هستی) دارد، اگر چه در دسته‌بندی سیاسی این گزاره معنای دیگری خواهدداشت.

## ریشهٔ واژه
فرهنگ واژگان آریان‌پور نیز واژهٔ «پادآمیزی» را برای واژهٔ انگلیسی «Syncretism» به‌کار برده است. در زبان انگلیسی واژهٔ Syncretism از واژهٔ یونانی «synkretismos» گرفته شده است که به معنای «همگاه‌سازی با کرت (جزیره‌ای در یونان)» است. واژهٔ «Syncretism» در زبان انگلیسی نخستین بار در سال ۱۶۱۸ به کار رفت.
تلفیق‌گرایی دینی آمیزش دو یا چند دستگاه باور دینی به یک دستگاه نو است.